# Gaudichaudia
Gaudichaudia är ett släkte av tvåhjärtbladiga växter. Gaudichaudia ingår i familjen Malpighiaceae.
Kladogram enligt Catalogue of Life:
| Gaudichaudia | \| \| Gaudichaudia albida \| \| \| \| \| \| Gaudichaudia andersonii \| \| \| \| \| \| Gaudichaudia chasei \| \| \| \| \| \| Gaudichaudia cycloptera \| \| \| \| \| \| Gaudichaudia enrico-martinezii \| \| \| \| \| \| Gaudichaudia hexandra \| \| \| \| \| \| Gaudichaudia hirtella \| \| \| \| \| \| Gaudichaudia implexa \| \| \| \| \| \| Gaudichaudia intermixteca \| \| \| \| \| \| Gaudichaudia krusei \| \| \| \| \| \| Gaudichaudia macvaughii \| \| \| \| \| \| Gaudichaudia mucronata \| \| \| \| \| \| Gaudichaudia oxyota \| \| \| \| \| \| Gaudichaudia palmeri \| \| \| \| \| \| Gaudichaudia symplecta \| \| \| \| \| \| Gaudichaudia synoptera \| \| \| \| \| \| Gaudichaudia zygoptera \| \| \| \| |
|              | \| \| Gaudichaudia albida \| \| \| \| \| \| Gaudichaudia andersonii \| \| \| \| \| \| Gaudichaudia chasei \| \| \| \| \| \| Gaudichaudia cycloptera \| \| \| \| \| \| Gaudichaudia enrico-martinezii \| \| \| \| \| \| Gaudichaudia hexandra \| \| \| \| \| \| Gaudichaudia hirtella \| \| \| \| \| \| Gaudichaudia implexa \| \| \| \| \| \| Gaudichaudia intermixteca \| \| \| \| \| \| Gaudichaudia krusei \| \| \| \| \| \| Gaudichaudia macvaughii \| \| \| \| \| \| Gaudichaudia mucronata \| \| \| \| \| \| Gaudichaudia oxyota \| \| \| \| \| \| Gaudichaudia palmeri \| \| \| \| \| \| Gaudichaudia symplecta \| \| \| \| \| \| Gaudichaudia synoptera \| \| \| \| \| \| Gaudichaudia zygoptera \| \| \| \| |
|              | Gaudichaudia albida |
|              | |
|              | Gaudichaudia andersonii |
|              | |
|              | Gaudichaudia chasei |
|              | |
|              | Gaudichaudia cycloptera |
|              | |
|              | Gaudichaudia enrico-martinezii |
|              | |
|              | Gaudichaudia hexandra |
|              | |
|              | Gaudichaudia hirtella |
|              | |
|              | Gaudichaudia implexa |
|              | |
|              | Gaudichaudia intermixteca |
|              | |
|              | Gaudichaudia krusei |
|              | |
|              | Gaudichaudia macvaughii |
|              | |
|              | Gaudichaudia mucronata |
|              | |
|              | Gaudichaudia oxyota |
|              | |
|              | Gaudichaudia palmeri |
|              | |
|              | Gaudichaudia symplecta |
|              | |
|              | Gaudichaudia synoptera |
|              | |
|              | Gaudichaudia zygoptera |
|              | |